# Lusitrope
Le terme lusitrope (du latin lūsŭs : « détente, badinage » et du grec ancien τρόπος tropos : « tourner, direction ») est un adjectif, qui associé à un facteur, peut être positif ou négatif. 
Il représente la variation de la relaxation cardiaque : 
- Un médicament lusitrope positif améliore la relaxation cardiaque, d'où une relaxation plus rapide, et une fréquence cardiaque plus rapide.
- Au contraire, s'il est lusitrope négatif, il ralentit la relaxation cardiaque, d'où la chute de la fréquence cardiaque.

Par exemple, le système nerveux (ortho)sympathique a un effet lusitrope positif. Et à l'inverse, le système nerveux parasympathique possède un effet lusitrope négatif.